# Gemmabryum demaretianum
Gemmabryum demaretianum là một loài Rêu trong họ Bryaceae. Loài này được (Arts) J.R. Spence mô tả khoa học đầu tiên năm 2007.